# Jaap Rensema
Jacob (Jaap) Rensema (Slochteren, 28 juli 1932) is een Nederlands voormalig politicus.
Rensema was achtereenvolgens belastinginspecteur, wetenschapper en raadsheer en vicepresident van het gerechtshof Amsterdam. In 1995 trad hij toe tot de Eerste Kamerfractie van de VVD, waar hij acht jaar fiscaal woordvoerder van zou zijn. Dankzij zijn specialisme kon hij zijn invloed op onder meer de Wet waardering onroerende zaken doen gelden.
- Parlement.com: vg09llq10azj